# Río Chulim
El río Chulym (en ruso: Река Чулым) es un largo río ruso localizado en la Siberia, un afluente por la derecha del río Obi en su curso alto. Tiene una longitud de 1799 km y desagua una cuenca de 134.000 km² (similar en extensión a países como Grecia o Nicaragua).
Administrativamente, el río Chulym discurre por el óblast de Tomsk y el krai de Krasnoyarsk de la Federación de Rusia.

## Geografía
El río Chulym se origina en las montañas de Kuznetski Alatau, en la confluencia de los ríos Bely Iyús (Белый Июс) y Chorny Iyús (Чёрный Июс). Discurre en dirección norte, bañando la ciudad de Áchinsk, tras la cual comienza a describir una amplia curva en dirección oeste. Después del asentamiento de Teguldet, el río Chulym se convierte en un río de llanura, muy ancho (hasta 1200 metros), con un discurrir lento y serpenteante y lleno de meandros y brazos muertos. Algunas decenas de kilómetros antes de la ciudad de Ásino el río dobla hacia el Noroeste y luego al oeste, y desagua en el río Obi cerca de la ciudad de Ust-Chulym. 
Las ciudades de Nazárovo (53.593 hab. en 2008), Áchinsk (110.838 hab. en 2008) y Ásino (28.068 hab. en 2002) se encuentran en las riberas del río Chulim. 
El río está helado desde la primera quincena de noviembre a finales de abril. El río es navegable un tramo de unos 1.173 km desde su boca.

### Afluentes
Sus principales afluentes son los siguientes:
- por la izquierda:

- río Serezh (Сереж), con una longitud de unos 200 km, una cuenca de 4.750 km² y un caudal de 10,0 m³/s;
- río Uriup (Урюп), con una longitud de 230 km, una cuenca de 5.300 km² y un caudal de 32,8 m³/s;
- río Yaya (Яя), con una longitud de 380 km, una cuenca de 11.700 km² y un caudal de 88,5 m³/s;
- río Kiya (Кия), con una longitud de 548 km, una cuenca de 32.200 km² y un caudal de 240 m³/s; su principal subafluente es el río Tchet, con una longitud de 432 km, una cuenca de 14.300 km² y un caudal de 66 m³/s;
- río Bolshaya Yuksa (Большая Юкса), con una longitud de 120 km, una cuenca de 2.650 km² y un caudal de 11,4 m³/s;

- por la derecha:

- río Bolshói Uluy (Большой Улуй);
- río Kémchug (Кемчуг), con una longitud de 441 km, una cuenca de 10.300 km² y un caudal de 60 m³/s;
- río Chichkayul (Чичкаюл), con una longitud de 450 km, una cuenca de 6.150 km² y un caudal de 33.5 m³/s;
- río Uluyul (Улуюл), con una longitud de 411 km, una cuenca de 8.450 km² y un caudal de 43,9 m³/s;

## Historia
El explorador sueco Johann Peter Falck en el siglo XVIII dio cuenta de las tribus de cazadores-recolectores que vivían a lo largo de las riberas del río Chulym.